# Matea Jelićová
Matea Jelićová (* 23. prosince 1997 Knin) je chorvatská taekwondistka. Na olympijských hrách v Tokiu roku 2021 získala zlatou medaili ve váhové kategorii do 67 kilogramů. Ve stejném roce se stala mistryní Evropy na šampionátu v Sofii. Vyhrála též dva závody Grand Prix (v Moskvě 2018 a v Římě 2019) a jeden Grand Slam (2019). Zlato má též z juniorského mistrovství světa z roku 2014.